# U.S. Polo Assn.
U.S. Polo Assn.  è il marchio ufficiale della United States Polo Association (USPA), l'ente amministratrice dello sport del polo negli Stati Uniti d'America dal 1890. Il marchio ed il logo registrati sono proprietà della USPA Properties Inc., una controllata della USPA.
La USPA Properties Inc. è presente in America meridionale, Asia, Europa, Scandinavia, Russia e Medio Oriente e produce capi firmati, accessori, borse, orologi, scarpe e occhiali da sole, disponibili in più di 135 Paesi.
In quanto società commerciale, la USPA Properties Inc. paga le tasse sui profitti generati dalle vendite dei prodotti U.S. Polo Assn. e le royalty alla USPA per i diritti d'esclusiva del marchio registrato. Dal 1981, la U.S. Polo Assn. ha messo a registro un utile di 1 miliardo di dollari. Le royalty pagate alla USPA hanno permesso a quest'ultima di promuovere lo sport del polo e di sottoscrivere programmi d'insegnamento come i centri di supporto interscolastico ed intercollegiale per le competizioni.

## Conflitti legali
Nel maggio del 2011, fu sentenziato che la U.S. Polo Assn. non potesse utilizzare la parola "polo" in concomitanza con il logo raffigurante due cavallerizzi sui prodotti di profumeria a causa della disputa con la Ralph Lauren Corporation, proprietaria del marchio Polo Ralph Lauren. Il giudice federale di New York affermò che era possibile per le parti promuovere il proprio marchio a patto di non entrare in conflitto con quello dell'altra.